# Биндгейм, Иоганн Иаков
Иоганн Иаков Биндгейм (Bindheim Iohann Iacob) (1750—1825) — химик, специалист по прикладной химии, профессор Московского университета.

## Биография
Кандидат фармации. Фармацевт. Уже в 1788 году жил в Петербурге. Один из провизоров в бесплатной аптеке И. И. Френкеля. В Московском университете начал преподавать в 1794, сменив Г. Гилдебрандта: читал врачебное веществословие, а также демонстрировал аптекарское искусство. По мнению современных исследователей «приглашение Биндгейма в Московский университет несомненно повысило уровень преподавания фармации». Первым в университете прочитал отдельный курс фармацевтической («аптекарской») химии. Работал в Московском университете до 1804 года.
В 1799 году разработал способ получения сахара из сахарной свёклы, широкую известность приобрели работы Биндгейма по вопросам сушки пороха, конструирования печей для обжига гипса, исследования минералов.
Член Санкт-Петербургского экономического общества, Королевского Берлинского общества испытателей природы и Йенского минералогического общества.
Масон с 1783 года, член берлинских лож. Весной 1801 года написал для С. И. Плещеева и А. А. Ленивцева рекомендательное письмо к Клапроту в Берлин.

## Работы
- О самородной глауберовой соли, находящейся около Ясс и о хозяйственной пользе оныя // Труды ВЭО, СПб., 1790. Ч. 41. С. 138
- Наблюдения и опыты над некоторыми обыкновенными приготовлениями и сырыми, прозябающими питательными средствами. СПб., 1792
- Опыты и наблюдения о домашнем приуготовлении сахару в России, а особливо из свекловицы // Труды ВЭО, СПб., 1803. Ч. 55. С. 48—87
- Rhapsodien der philosophhischen Pharmakologie. Berlin, 1785